# Abidjan (Autonomer Distrikt)

Stadtteile von Abidjan

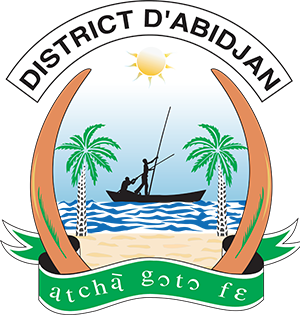
Wappen des Distrikts

Der Autonome Distrikt Abidjan ist ein Distrikt in der Elfenbeinküste im Süden des Landes am Atlantischen Ozean gelegen, der seit 2002 die Gemeinde Abidjan als Verwaltungseinheit ersetzt. Der Distrikt setzt sich nun aus zehn selbständigen Gemeinden und vier Unterpräfekturen zusammen. Die zehn Gemeinden werden als Stadt Abidjan zusammengefasst.
Der Distrikt grenzt größtenteils an den Distrikt Lagunes und hat eine kurze Grenze mit dem Distrikt Comoé im Osten. Die Einwohnerzahl der zehn Gemeinden zusammen beträgt laut Zensus von 2021 5.616.633, die Gesamtzahl für den Distrikt beträgt 6.321.017.

## Gliederung des Distriktes

### Gemeinden von Abidjan Ville
- Abobo
- Adjamé
- Attécoubé
- Cocody
- Koumassi
- Marcory
- Plateau
- Port-Bouët
- Treichville
- Yopougon

### Unterpräfekturen
- Anyama
- Bingerville
- Brofodoumé
- Songon